# Ricardo Gil Iribarne
Ricardo Gil Iribarne (Montevideo, 1949) es un contador, funcionario y escritor uruguayo.

## Biografía
Estudió en la escuela pública, hizo el bachillerato en el Liceo N° 35 IAVA y luego fue a la Facultad de Economía de la Universidad de la República. Con otros estudiantes formó parte de la Fuerza Revolucionaria de los Trabajadores (FRT). En 1972 fue detenido y trasladado en un auto al Batallón de Infantería N°1 y luego al Penal de Libertad.
Gil vivió en Buenos Aires desde 1973 hasta 1976, siendo detenido nuevamente por los militares el 28 de marzo de 1976 cuando ingresaba a Uruguay por Colonia, trasladado en un inicio al centro clandestino de detención y torturas en el galpón N° 4 del servicio de Material y Armamento junto al Batallón de Infantería Nº 13, conocido también como "300 Carlos" y luego enviado a otro centro clandestino de detención y tortura, el grupo de Artillería N°1 en La Paloma.
Estuvo vinculado al Partido por la Victoria del Pueblo (PVP), parte del partido político Frente Amplio,aunque reivindica su independencia ya que no ha sido designado políticamente y aclara que:

si un integrante del directorio de la Jutep consulta a su partido, está violando la Constitución, porque es un servicio descentralizado y la Constitución dice que no podés tener actividad política partidaria salvo el voto.

Actuó durante 20 años en el sector financiero privado de Uruguay, siendo convocado en el 2005 para que se ocupara de la definición de las políticas nacionales contra el lavado de activos y el financiamiento del terrorismo, estando hasta el 2010 a cargo de la Secretaría Nacional Antilavado de Activos.
Desde 2010 hasta octubre del 2015 se integró al Grupo de Acción Financiera de Sudamérica (Gafisud actual Gafilat) siendo director de proyectos y responsable de las iniciativas de investigación y de la asistencia técnica que desde Gafilat se desarrolló en cooperación con la Unión Europea.
A partir de noviembre del 2015 pasó a ser asesor de Presidencia de la República y del Poder Judicial de Uruguay en las temáticas de su especialidad  como son el combate al lavado de activos y el financiamiento del terrorismo.
A partir de febrero de 2017 actuó como presidente de la Junta de Transparencia y Ética Pública (JUTEP) el 30 de abril de 2020 presentó su renuncia, ya que, según sus palabras:

La ley dice que el directorio para sesionar precisa dos miembros y quedé solo. A fines de marzo no podía hacer casi nada, salvo mantenimiento y los objetivos de la JUTEP no se podían cumplir y elegí la renuncia.

El 31 de octubre de 2024, presentó el libro Vendedores de Cuchillos. El lavado de activos en Uruguay en la Facultad de Ciencias Sociales de la Universidad de la República, junto a sus coautores Gabriel Tenenbaum y Daniel Espinosa.

## Publicación
- 2024, Vendedores de cuchillos de Ricardo Gil Iribarne, Gabriel Tenenbaum y Daniel Espinosa. Penguin Random House. ISBN 978-9915-690-27-8